# Dicraeus incongruus
Dicraeus incongruus är en tvåvingeart som beskrevs av Aldrich 1918. Dicraeus incongruus ingår i släktet Dicraeus och familjen fritflugor. Inga underarter finns listade i Catalogue of Life.